# منتسندورف
منتسندورف (به آلمانی: Menzendorf) یک شهر در آلمان است که در نوردوست‌مکلنبورگ واقع شده‌است. منتسندورف ۲۶۹ نفر جمعیت دارد.